# Vroncourt-la-Côte

Vroncourt-la-Côte este o comună în departamentul Haute-Marne din nord-estul Franței. În 2009 avea o populație de 22 de locuitori.

## Evoluția populației
| An        | 1975 | 1982 | 1990 | 1999 | 2006 | 2009 |
| --------- | ---- | ---- | ---- | ---- | ---- | ---- |
| Populație | 34   | 38   | 37   | 25   | 23   | 22   |